# 環海八族
環海八族，是清代對遊牧於今青海湖一带的青海藏族部落下辖的刚察族、公洼塔尔代族、都秀族、千卜录族、汪什代海族、阿曲乎族、热安族和阿尔克族八部落的稱呼。
清世宗雍正二年（1724年），清政府派年羹尧为抚远大将军，岳钟琪为奋威将军，平息了青海蒙古族罗卜藏丹津反清事件，将青海蒙古族、藏族部落编入“内番”，划定蒙古族与藏族牧地。清宣宗道光年间，居住在黄河以南甘肃省贵德厅等地的千卜录、都秀、汪什代海、阿曲乎等藏族部落返回青海湖地区，清文宗咸丰八年（1858年），西宁办事大臣福济奏准将移入河北的8个部落在环青海湖地区划给地界游牧。